# Kartaczownica Gatlinga

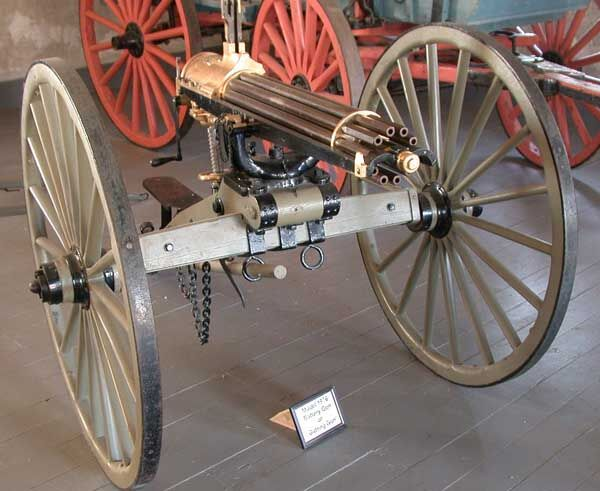
Kartaczownica Gatlinga eksponowana w Fort Laramie

Kartaczownica Gatlinga – jeden z prekursorów karabinu maszynowego. W odróżnieniu od poprzednich kartaczownic, wielolufowy karabin Gatlinga zapewniał dużą szybkostrzelność i łatwość ponownego ładowania. Z technicznego punktu widzenia ta konstrukcja nie jest karabinem maszynowym, gdyż ogień z niej prowadzony jest ręcznie, a nie automatycznie. Skonstruowana została w roku 1861 przez Richarda Gatlinga a opatentowana w 1862, wypierając wcześniejszą kartaczownicę Agera.

## Powstanie
Zasadnicza idea broni była znana już w XVIII wieku – kilkanaście umieszczonych obok siebie luf, odpalanych kolejno, miało zapewnić prowadzenie nieprzerwanego ognia. Na przeszkodzie w realizacji tego pomysłu stały jednak brak odpowiednich nabojów i ograniczenia technologiczne, których pokonanie możliwe było dopiero w drugiej połowie XIX wieku.
Gatling wykorzystał pojawienie się nabojów zespolonych z metalową łuską i opracował nowatorski system odpalania ładunków z poszczególnych luf, połączony z ruchem samych luf, podajnika i zamka. Dzięki temu jego broń miała teoretyczną szybkostrzelność około 1200 strzałów na minutę, a szybkostrzelność praktyczna dochodziła do 200 strzałów na minutę. Obsługę karabinu stanowiło 4 żołnierzy.

## Budowa
Lufy, podajnik i cylinder blokujący były oddzielnymi częściami zamontowanymi na łożu. Tylne części luf, każda z osobnym zamkiem, oraz mechanizm spustowy mieściły się w cylindrze. Obrót korby powodował obrót luf, a naboje umieszczone w zasobniku wsuwały się pod swym ciężarem do podajnika. Odpowiedni mechanizm powodował wsuwanie naboju do lufy, ryglowanie jej osobnym zamkiem i strzał, a następnie wyrzucenie łuski z lufy. Podczas jednego obrotu korby każda lufa oddawała jeden strzał.
Wraz z wynalezieniem metody wyciągania łuski z lufy za pomocą odrzutu zamka, a następnie wykorzystania energii gazów prochowych, system Gatlinga stał się przestarzały. Miejsce karabinów wielolufowych zajęły karabiny systemu Maxima.
W 1865 roku karabin został ulepszony przez zastosowanie nabojów scalonych bocznego zapłonu i zamków. 

## Rozwój pomysłu

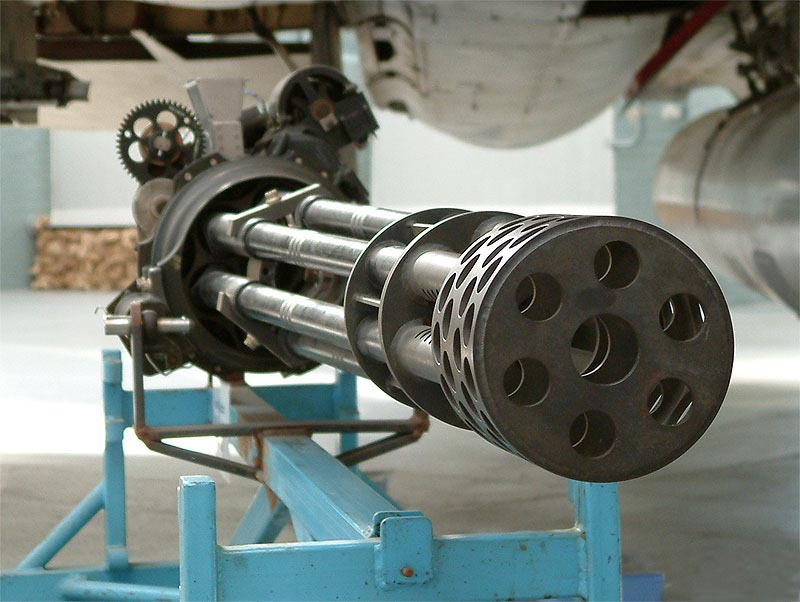
Działko M61 Vulcan, wykorzystujące system Gatlinga

Idea broni wielolufowej odżyła w latach 50 XX wieku w szybkostrzelnych działkach i karabinach lotniczych oraz systemach antyrakietowych stosowanych na okrętach wojennych. Zespół luf obracany jest obecnie silnikiem elektrycznym – dzięki temu sześciolufowe działko M61 Vulcan kalibru 20 mm osiąga szybkostrzelność 6000 strzałów na minutę i jest używany do dziś w United States Air Force.
W 1875 rosyjski konstruktor broni artyleryjskiej polskiego pochodzenia Władimir Baranowski opracował nowy model kartaczownicy Gatlinga, ze zwiększoną szybkostrzelnością.